# هلوئیز جدید
هلوئیز جدید (به فرانسوی: Julie ou la Nouvelle Héloïse) نام یک کتاب ادبی است که توسط ژان ژاک روسو، نویسندهٔ اهل فرانسه نوشته شده‌است.